# Voicing
Als Voicing bezeichnet man in der Musiktheorie des englischen Sprachraums einerseits das Intonieren von Orgelpfeifen und Blasinstrumenten sowie von Tasteninstrumenten (von englisch to voice ‚intonieren‘), andererseits die Disposition von Akkorden beim Aussetzen und der Instrumentation von mehrstimmigen musikalischen Texturen (von englisch voice ‚Stimme in einem musikalischen Satz‘). In der letzteren Bedeutung ist Voicing auch im deutschen Sprachraum zu einer insbesondere unter Jazzmusikern geläufigen Bezeichnung geworden. Der Artikel behandelt daher nachfolgend ausschließlich die Verwendung des Begriffs in der Jazz- und Popmusik, die sich in diesen Kontexten auf die praktische Umsetzung von abstrakten Akkordsymbolen in konkrete Akkordklänge auf Harmonieinstrumenten bzw. deren Ausarbeitung in Kompositionen oder Arrangements für mehrstimmige Besetzungen bezieht.

## Voicing im Jazz
Ein Akkordsymbol impliziert im Kontext der Jazzmusik lediglich die jeweils potenziell verwendbaren Akkordtöne, es lässt aber die Anzahl der real erklingenden Akkordstimmen – und somit auch mögliche Verdoppelungen oder den Wegfall von Akkordtönen – sowie deren durch Akkordlage („Diskantlage“) und Abstandslage definierte vertikale Anordnung im Tonraum offen. Darüber hinaus können Akkordsymbole für drei- und vierstimmige Akkorde in der Jazzpraxis durch Zusatztöne erweitert werden, auch wenn diese nicht explizit im Akkordsymbol erscheinen. 
Die Auswahl und Anordnung der durch ein Akkordsymbol implizierten Akkordtöne erfolgt sowohl nach klanglichen als auch stilistischen und instrumentaltechnischen Kriterien. Dabei sind bei Harmonieinstrumenten insbesondere die spieltechnische Realisierbarkeit von Akkordgriffen, bei Arrangements für mehrere Instrumente zudem die klanglichen Aspekte der Instrumentation zu berücksichtigen. Die Wahl eines konkreten Voicings ist daher nicht beliebig, denn unterschiedliche Voicings geben Akkorden unterschiedliche Färbungen, und bereits die Aufeinanderfolge von Akkorden unterliegt oftmals stilistischen bzw. satztechnischen Konventionen, die die Möglichkeiten bei der Wahl eines Voicings einschränken.

### Elementare Voicings
Die elementare Realisierung eines Akkordsymbols besteht in der vertikalen Anordnung der Akkordtöne in der sogenannten „engen Lage“, d. h. der lückenlosen Aufeinanderfolge vom jeweils tiefsten zum höchsten Ton. Dabei ergeben sich bei Dreiklängen zunächst drei klanglich unterschiedliche Akkordlagen, die nach dem jeweils höchsten Ton des Voicings benannt werden und durch die bei den Akkordsymbolen üblichen Intervallziffern bezeichnet werden können. Die drei Klanglagen eines Dur-Akkords sind somit (von tief nach hoch): 1 3 5 (Quintlage), 3 5 1 (Oktavlage) und 5 1 3 (Terzlage), wobei die jeweils letzte Ziffer die „Diskantlage“ definiert. Da die Ziffern absolute Intervallgrößen darstellen, muss bei Moll-Akkorden die kleine Terz entsprechend ausgezeichnet werden: 1♭3 5, ♭3 5 1 und 5 1♭3. 
Durch die Erweiterung von Akkorden durch die Sexte oder Septime zu Vierklängen entstehen im Diskant weitere Lagen (Sextlage: 1-3-5-6; Septimlage: 1-3-5-7), wobei bei Vierklängen mit großer Septime die Oktavlage aufgrund der entstehenden scharfen Dissonanz zwischen der Septime und der höher liegenden Oktave klanglich problematisch ist und daher im traditionellen Jazz oftmals durch die Sexte ersetzt wird, z. B. bei Cmaj7 (Oktavlage: e-g-h-c) durch C6 (Oktavlage: e-g-a-c). Je mehr Optionstöne (9, 11, 13) einem Akkord hinzugefügt werden, desto mehr fallen die bei einigen Akkordlagen an exponierter Stelle auftretenden Dissonanzen ins Gewicht, sodass eine zunehmenden Anzahl unterschiedlicher Akkordtöne in der Praxis nicht zugleich mit einer Zunahme an Voicingvarianten korreliert.
Sofern nicht explizit bezeichnet (z. B. durch ein Slash-Akkord-Symbol), ist die Wahl des zu einem Akkord erklingenden Basstons freigestellt. Die Ausgestaltung der zu den Tönen eines Akkordes gespielten Basslinie beeinflusst zwar die Klangwirkung eines Akkords, sie wird in der Jazzpraxis aber als weitgehend unabhängig vom Voicing der Akkord gehandhabt, sodass die nicht mit den Diskantlagen eines Akkords zu verwechselnden Umkehrungslagen bei der Wahl eines Voicings in der Regel nur eine untergeordnete Rolle spielen.

## Voicings in mehrstimmigen Arrangements

### Drop-Voicings
Um dem durch den „Blocksatz“ der engen Lagen entstehenden kompakten und bisweilen statischen Klangbild entgegenzuwirken, um in enger Lage stark dissonierende Voicings klanglich zu mildern oder um einzelnen Akkordstimmen mehr melodische Beweglichkeit zu ermöglichen, haben sich bei der Ausarbeitung mehrstimmiger Arrangements einige Techniken etabliert, die eine Veränderung der Abstandslage zwischen den Akkordtönen bewirken und somit zu einer größeren klanglichen Transparenz beitragen können.
Für die Spreizung der Abstandslagen von Voicings können Töne aus der engen Lage eine Oktave nach unten transponiert werden. Man spricht dabei von Drop-Voicings (von engl.: to drop ‚fallenlassen‘), wobei die zu oktavierenden Töne vom jeweils höchsten Ton eines Voicings in enger Lage aus gezählt werden.
Bei Drop-2-Voicings wird der zweithöchste Ton eines Akkords in enger Lage nach unten oktaviert, bei Drop-3-Voicings der dritthöchste. Zusätzliche Transparenz lässt sich durch die Oktavierung mehrerer Töne erzeugen, beispielsweise durch ein Drop-2 & 4-Voicing (siehe Notenbeispiel NB. 3).
Als Beispiel soll eine jazztypische Realisation des Akkordsymbols F als F6 (f-a-c-d) dienen (siehe Notenbeispiel NB 1): Der in den Trompeten vierstimmig gesetzte Akkord erklingt im ersten Takt auf dem ersten Achtel in enger Quintlage über dem Basston F als d-f-a-c, auf dem zweiten Achtel in enger Sextlage (f-a-c-d), und auf dem vierten Achtel in Oktavlage (a-c-d-f). Das Drop-2-Voicing ermöglicht die Oktavierung der zweithöchsten Stimme in die Posaune (siehe NB. 2: zweites Notensystem Trombone), gleichzeitig erlaubt der auf Dreistimmigkeit reduzierte Trompetensatz die melodisch freiere Einfügung von Optionstönen (im Beispiel durch blaue Notenköpfe dargestellt). Durch ein kombiniertes Drop-2 & 4-Voicing wird die zweite und vierte Stimme abwärts oktaviert und den Posaunen zugewiesen (siehe NB. 3).

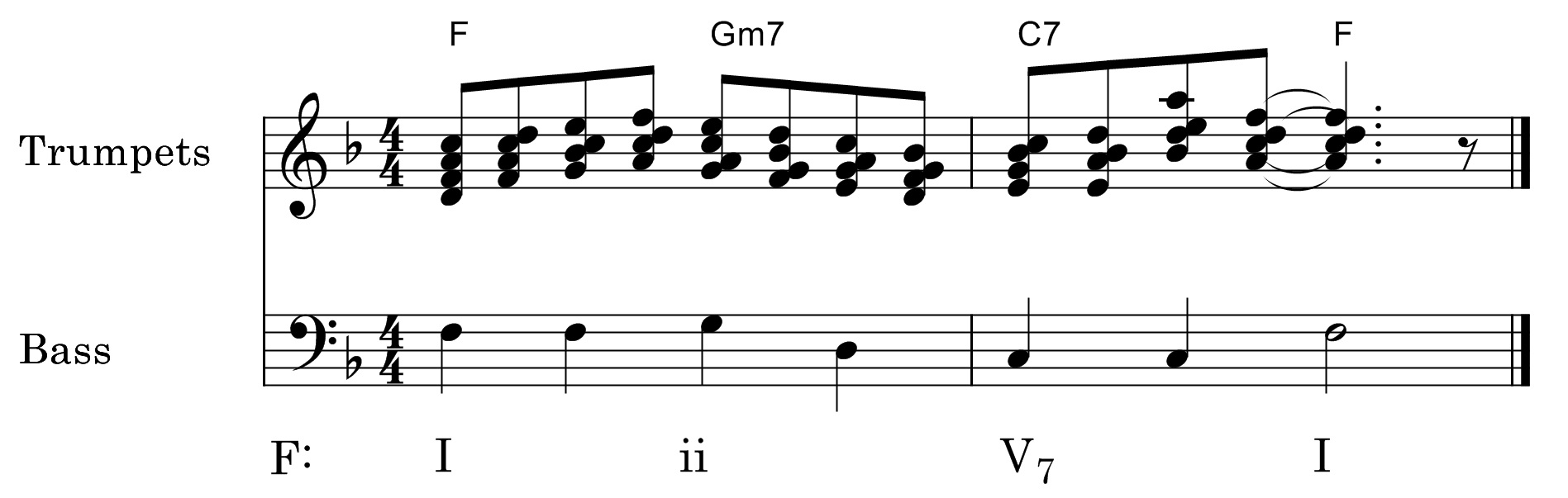
NB 1: Arrangement mit „Blockakkorden“ in enger Lage.
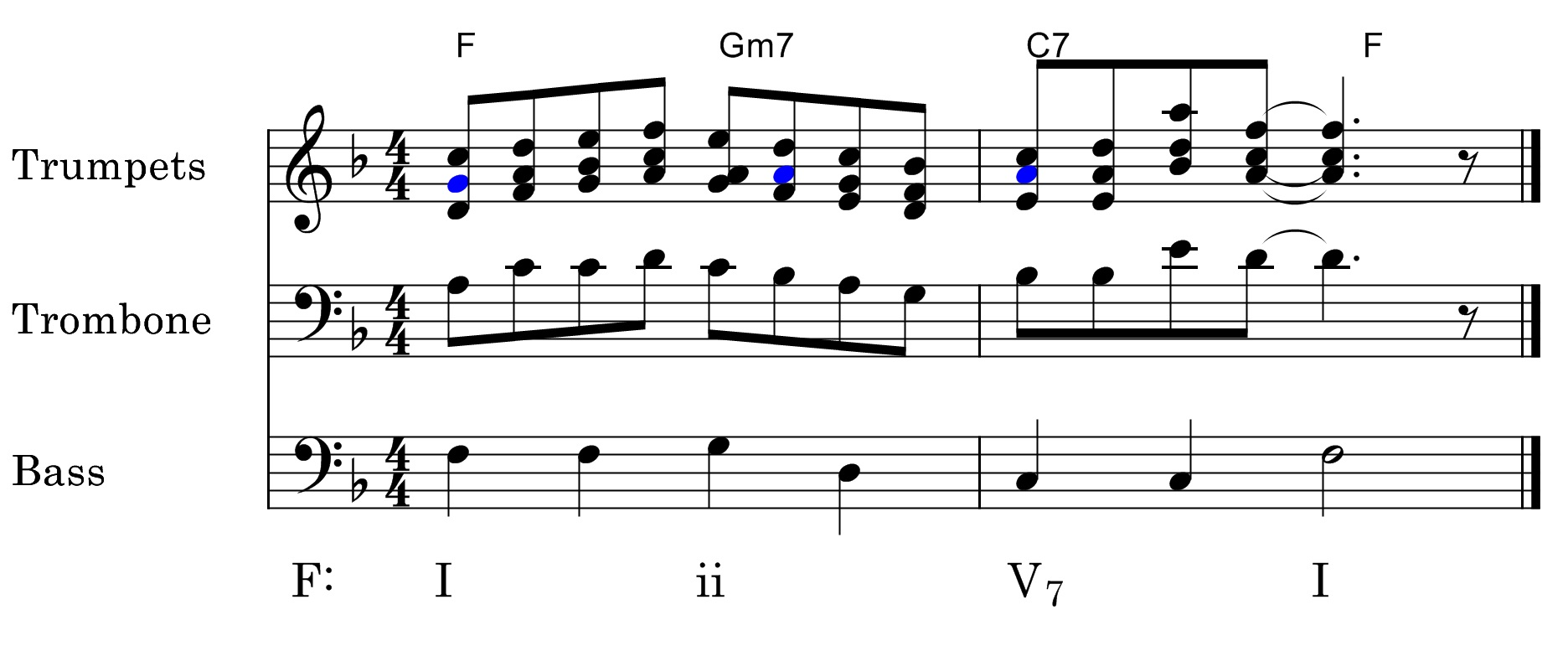
NB. 2: Drop-2-Voicing. Die blauen Notenköpfe sind zusätzlich eingefügte Optionstöne.
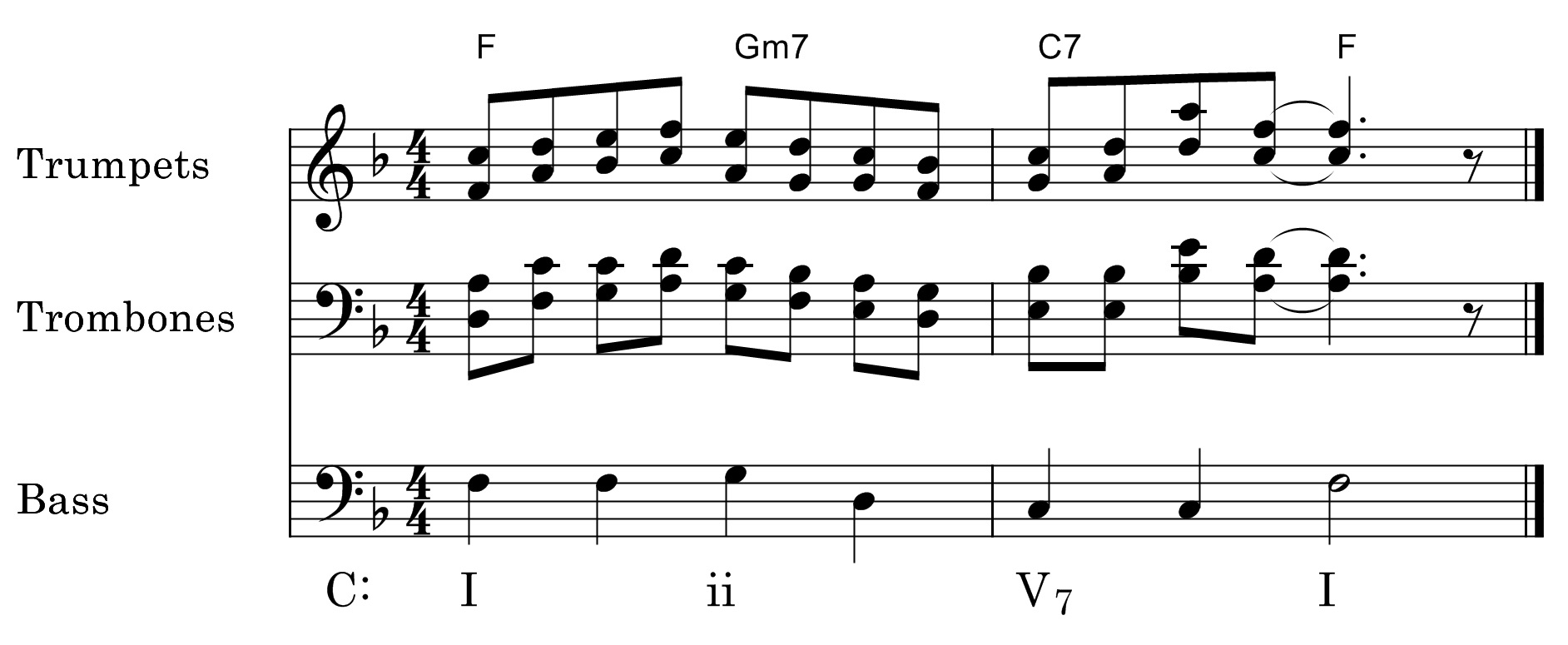
NB 3: Verteilung des zuvor kompakten vierstimmigen Blocksatzes durch Drop-2 & 4-Voicing auf zwei Instrumentengruppen.

## Voicings für Harmonieinstrumente
Auf Harmonieinstrumenten, wie dem Klavier oder der Gitarre, ist die Auswahl eines Voicings auch von den grifftechnischen Limitierungen des jeweiligen Instruments und des Musikers abhängig, die umso mehr ins Gewicht fallen, je vielstimmiger ein Voicing angelegt ist. 

### Klaviervoicings
Die folgenden beispielhaften Voicings für Klavier sind nach Akkordtypen geordnet. Die Töne werden von tief nach hoch aufgezählt, ein vertikaler Strich trennt linke und rechte Hand. Die Ziffern bezeichnen die im Voicing enthaltenen Intervalle in Bezug zum Grundton des Akkords, der häufig gar nicht im Voicing enthalten ist. Die Intervalle werden dabei ähnlich wie Akkordsymbole beziffert.
| Dur | Moll | Dominantsept | halbvermindert                                                                          | alteriert                                        |
| --- | --- | --- | --------------------------------------------------------------------------------------- | ------------------------------------------------ |
| 3 5 Δ7 9 3 6 Δ7 9 5 Δ7 1 3 Δ7 1 3 5 Δ7 \| 1 3 6 3 6 \| 9 5 3 \| Δ7 9 5 3 6 \| 9 5 Δ7 1 5 \| Δ7 3 5 1 5 \| Δ7 3 6 | ♭3 \| 5 7 9 5 ♭7 1 ♭3 ♭7 ♭3 5 ♭7 \| ♭3 5 1 ♭7 \| 9 ♭3 5 ♭7 9 \| ♭3 5 1 9 \| ♭3 5 ♭7 ♭7 \| ♭3 5 9 ♭7 9 \| ♭3 5 9 1 11 \| ♭7 ♭3 11 \| ♭7 ♭3 5 11 ♭7 \| ♭3 5 1 1 11 \| ♭7 ♭3 5 ♭3 5 \| ♭7 9 11 ♭3 \| ♭7 9 11 | 3 5 ♭7 9 3 13 ♭7 9 ♭7 3 5 ♭7 9 3 5 13 ♭7 \| 9 3 5 ♭7 3 13 ♭7 \| 9 3 13 3 ♭7 \| 9 13 1 3 ♭7 \| 9 5 1 3 13 \| ♭7 9 5 13 ♭7 9 3 | ♭7 ♭3 ♭5 ♭5 ♭7 1 ♭3 ♭5 ♭7 \| 1 11 ♭5 ♭7 ♭3 11 \| ♭5 ♭7 ♭3 ♭3 ♭5 ♭7 1 11 ♭5 ♭7 \| ♭3 ♭13 | 3 ♭7 ♯9 3 ♯5 ♭7 ♯9 3 ♭7 \| ♯9 ♯5 3 ♭7 ♯9 \| ♯5 1 |

### Voicings auf der Gitarre
Die Voicings von Gitarrenakkorden unterliegen oftmals grifftechnischen Einschränkungen, die insbesondere bei vielstimmigen Akkorden eine erhebliche Ausdünnung des Akkordmaterials durch Wegfall von Akkordtönen erfordern. 